# A Idade da Terra
A Idade da Terra és una pel·lícula brasilera del 1980, del gènere dramàtic i avantguardista, dirigida per Glauber Rocha. La pel·lícula va tenir un gran impacte, va dividir les crítiques i va obtenir elogis d'intel·lectuals i cineastes, com l'escriptor Alberto Moravia i el cineasta Michelangelo Antonioni, que la consideraven "Una lliçó de cinema modern". El novembre de 2015 la pel·lícula va entrar a la llista feta per l'Associació Brasilera de Crítics de Cinema (Abraccine) de les 100 millors pel·lícules brasileres de tots els temps. Va ser l'última pel·lícula de Glauber Rocha i la que va generar més controvèrsia en la seva carrera.

## Sinopsi
| «               | La pel·lícula mostra un Crist pescador, interpretat per Jece Valadão, un Crist negre interpretat per Antonio Pitanga; mostra el Crist del conquistador portuguès Dom Sebastião interpretat per Tarcísio Meira i es mostra el Crist-guerrer Ogum de Lampião, interpretat per Geraldo Del Rey: vol dir els quatre Cavallers de l'apocalipsi que ressusciten el Crist del tercer món, relatant el mite a través dels quatre evangelistes: Mateus, Marcos, Lucas i João, la identitat dels quals es revela a la pel·lícula gairebé com si es tractés d'un tercer testament. la pel·lícula pren un to profètic, realment bíblic i religiós. | » |
| — Glauber Rocha | |   |

## Repartiment
- Maurício do Valle...John Brahms
- Jece Valadão...Cristo Índio
- Norma Bengell...Rainha das Amazonas
- Antonio Pitanga...Cristo Negro
- Tarcísio Meira...Cristo Militar
- Geraldo Del Rey...Cristo Guerrilheiro
- Ana Maria Magalhães...Aurora Madalena
- Danuza Leão...Mulher Morena
- Carlos Petrovich ...O Diabo
- Mário Gusmão...Babalaô
- Paloma Rocha[4]

## Producció
Rocha va començar la pel·lícula el 1975 i planejava rodar-la a Los Angeles i posteriorment la va proposar a París, Roma, Mèxic i Veneçuela, però no va poder obtenir suport financer. Finalment fou rodada a Bahia, Distrito Federal, i Rio de Janeiro. El fet que fos produïda per Embrafilme, una companyia estatal durant la dictadura militar del Brasil, va provocar que fou boicotejada pels crítics i "crucificada en la 37a Mostra Internacional de Cinema de Venècia", on fou nominada al Lleó d'Or.

## Polèmica al Festival de Venècia
El 9 de setembre de 1980, la baralla entre el cineasta brasiler Glauber Rocha i Louis Malle va entrar a la història del Festival Internacional de Cinema de Venècia. Amb la pel·lícula Atlantic City, Louis Malle va guanyar aquell any el Lleó d'Or juntament amb l'americà John Cassavetes, que va ser guardonat per Gloria. Per a Glauber Rocha, que participava en aquell Festival amb lA Idade da Terra, aquest resultat va ser un engany; Glauber va afirmar que Malle va guanyar perquè el resultat s'havia acordat prèviament perquè la pel·lícula de Malle va ser produïda per Gaumont, una "multinacional imperialista". Malle i Glauber es van trobar al vestíbul de l'Hotel Excelsior, on van discutir i els dos cineastes gairebé van arribar a les mans.